# Fulvio Collovati
Fulvio Collovati (ur. 9 maja 1957 w miejscowości Teor) – piłkarz włoski grający na pozycji stopera.

## Kariera klubowa
Collovati urodził się w miejscowości Teor w Prowincji Udine. Jako junior trafił do piłkarskiej akademii przy klubie A.C. Milan, a w sezonie 1976/1977 zadebiutował w Serie A. W tamtym sezonie zagrał 11 meczów i z Milanem zdobył Puchar Włoch. W kolejnym sezonie grał już regularnie w pierwszej jedenastce Milanu (25 meczów, 1 gol), ale decydujący moment w karierze przypadł na sezon 1978/1979, w którym swoimi 27 meczami ligowymi pomógł Milanowi w zdobyciu "scudetto". Jednak w sezonie 1979/1980 drużyna "rosso-nerich" została zdegradowana do Serie B, a powodem było obstawianie przez graczy zakładów sportowych. W przeciwieństwie do innych zawodników Milanu Collovati zdecydował się pozostać na San Siro i po rozegraniu 36 meczów, w których zdobył 2 bramki, powrócił z mediolańczykami do Serie A. Milan rozegrał jednak bardzo słaby sezon i zajął 14. miejsce w lidze, co wiązało się z kolejną degradacją o klasę niżej. Wtedy to Collovati zdecydował się opuścić Milan i trafił do ich rywala zza miedzy, Interu Mediolan.
W pierwszym sezonie gry w Interze zajął z nimi 3. miejsce w lidze i rozegrał 28 meczów. Jednak przez 3 kolejne sezony nie osiągał z drużyną "nero-azzurich" większych sukcesów. Sezon 1983/1984 to zaledwie 4. miejsce w Serie A, w 1984/1985 z Interem zajął ponownie 3. miejsce, a w sezonie 1985/1986 dopiero 6. Latem 1986 ten czołowy wówczas obrońca ligi zdecydował się jednak odejść z Interu by móc mieszkać bliżej swojego rodzinnego miasta, dlatego też trafił do zespołu Udinese Calcio. W Udinese jednak rozegrał tylko jeden sezon (20 meczów, 2 bramki), nie uchronił jednak Udinese przed spadkiem z ligi (klub ten zajął ostatnie miejsce w lidze). Końcowe lata kariery Fulvio to najpierw dwuletni okres gry w klubie AS Roma (1987–1989), po czym na ostatnie 4 sezony (1989–1993) przeszedł do innego pierwszoligowca, Genoa CFC, z którym jednak zazwyczaj nie walczył o najwyższe cele i zespół z Genui najczęściej kończył rozgrywki w środku tabeli. W sezonie 1992/1993 nie grał już zbyt wiele (raptem 8 meczów w Serie A) i latem 1993 zdecydował się zakończyć piłkarską karierę.
| Sezon   | Klub           | Kraj   | Rozgrywki | Mecze | Bramki |
| ------- | -------------- | ------ | --------- | ----- | ------ |
| 1976/77 | A.C. Milan     | Włochy | Serie A   | 11    | 0      |
| 1977/78 | A.C. Milan     | Włochy | Serie A   | 25    | 1      |
| 1978/79 | A.C. Milan     | Włochy | Serie A   | 27    | 0      |
| 1979/80 | A.C. Milan     | Włochy | Serie A   | 30    | 0      |
| 1980/81 | A.C. Milan     | Włochy | Serie B   | 36    | 2      |
| 1981/82 | A.C. Milan     | Włochy | Serie A   | 29    | 1      |
| 1982/83 | Inter Mediolan | Włochy | Serie A   | 28    | 0      |
| 1983/84 | Inter Mediolan | Włochy | Serie A   | 27    | 1      |
| 1984/85 | Inter Mediolan | Włochy | Serie A   | 29    | 2      |
| 1985/86 | Inter Mediolan | Włochy | Serie A   | 25    | 0      |
| 1986/87 | Udinese Calcio | Włochy | Serie A   | 20    | 2      |
| 1987/88 | AS Roma        | Włochy | Serie A   | 26    | 1      |
| 1988/89 | AS Roma        | Włochy | Serie A   | 19    | 0      |
| 1989/90 | Genoa CFC      | Włochy | Serie A   | 29    | 0      |
| 1990/91 | Genoa CFC      | Włochy | Serie A   | 17    | 0      |
| 1991/92 | Genoa CFC      | Włochy | Serie A   | 18    | 0      |
| 1992/93 | Genoa CFC      | Włochy | Serie A   | 8     | 0      |

## Kariera reprezentacyjna
W reprezentacji Włoch Collovati zadebiutował 24 lutego 1979 w wygranym 3:0 meczu z Holandią. Natomiast 16 lutego 1980 zdobył swoją pierwszą bramkę w kadrze, w wygranym 2:1 meczu z reprezentacją Rumunii. Pierwszą wielką imprezą, na której z zespołem Włoch zagrał Collovati to Mistrzostwa Europy w 1980 odbywające się w jego ojczyżnie. Tam zagrał we wszystkich 3 meczach grupowych, ale Włosi zajęli dopiero 2. miejsce w grupie B i pozostał im tylko mecz o 3. miejsce. 21 czerwca na stadione Stadio San Paolo w Neapolu Włosi podejmowali reprezentację Czech. Po 120 minutach wynik brzmiał 1:1 i o meczu miały zadecydować rzuty karne. Przez 8 kolejek gracze obu drużyn wykonywali bezbłędnie swoje jedenastki. W 9. kolejce strzelił Słowak Jozef Barmoš, a Fulvio Collovati nie zdołał z 11 metrów pokonać bramkarza Jaroslava Netolički i Włosi ostatecznie nie zdobyli nawet brązowego medalu. W 1982 roku Collovati pojechał z Włochami na Mistrzostwa Świata w Hiszpanii. Tam był podstawowym obrońcą swojej reprezentacji i zagrał we wszystkich 7 meczach swojej drużyny. Zagrał także w tym najważniejszym – 11 lipca w finale na Estadio Santiago Bernabéu z reprezentacją RFN. Włosi zdeklasowali Niemców i po 90. minutach mogli cieszyć się ze zdobycia trzeciego w historii mistrzostwa świata. Collovati pojechał także na kolejne finały MŚ, na Mistrzostwa Świata w Meksyku. Tam był jednak tylko w szerokiej kadrze "Squadra Azzurra" i tylko raz wybiegł na boisku w grupowym meczu z reprezentacją Korei Południowej (3:2). Włosi odpadli już w 1/8 finału przegrywając z późniejszymi brązowymi medalistami, Francją. Mecz Koreą był jego ostatnim w kadrze narodowej, w której łącznie rozegrał 50 meczów i zdobył 3 bramki.

## Sukcesy
- Mistrzostwo Włoch: 1979 z AC Milan
- Puchar Włoch: 1977 z AC Milan
- Puchar Mitropa: 1982 z AC Milan
- Mistrzostwo Świata: 1982
- Uczestnik Mistrzostw Świata: 1982, 1986
- Uczestnik Mistrzostw Europy: 1980
- 50 meczów, 3 bramki w reprezentacji Włoch
- 368 meczów, 8 bramek w Serie A